# Vaux-devant-Damloup
Vaux-devant-Damloup là một xã thuộctỉnh Meuse trong vùng Grand Est đông bắc nước Pháp. Xã này nằm ở khu vực có độ cao trung bình 270 mét trên mực nước biển. Dân số theo điều tra năm 1999 của INSEE là 68 người.
Diện tích là 6,56 km2.
Fort Vaux tọa lạc ở xã này.